# Posłusze
Posłusze (deutsch Poschloschen) ist ein Ort in der polnischen Woiwodschaft Ermland-Masuren. Er gehört zur Gmina Bartoszyce (Landgemeinde Bartenstein) im Powiat Bartoszycki (Kreis Bartenstein (Ostpr.)).

## Geographische Lage
Posłusze liegt nur  wenige hundert Mater südlich der polnischen Staatsgrenze zur russischen Oblast Kaliningrad (Gebiet Königsberg (Preußen)) im Norden der Woiwodschaft Ermland-Masuren. Bis zur ehemaligen und heute auf russischem Hoheitsgebiet gelegenen Kreisstadt Preußisch Eylau (russisch Bagrationowsk) sind es zehn Kilometer in nordwestlicher Richtung. Die heutige Kreismetropole Bartoszyce (deutsch Bartenstein) liegt elf Kilometer in  südlicher Richtung entfernt.

## Geschichte
Die urkundliche Ersterwähnung des Dorfs Poßlussie erfolgte im Jahre 1346. Bereits vor 1785 nannte man den Ort „Poschloschen“. Als im Jahre 1874 der Amtsbezirk Loschen (russisch Lawrowo) im ostpreußischen Kreis Preußisch Eylau gebildet wurde, wurde Poschloschen eingegliedert. Die Landgemeinde Poschloschen zählte im Jahre 1910 insgesamt 177 Einwohner.
Am 30. September 1928 vergrößerte sich Poschloschen um die Gutsbezirke Gomtehnen (polnisch Ganitajny) und Walkaschken (polnisch Wilkaski), die eingemeindet wurden. Die Einwohnerzahl der auf diese Weise neu formierten Landgemeinde belief sich im Jahre 1933 auf 286 und im Jahre 1939 auf 234.
Als 1945 in Kriegsfolge Ostpreußen geteilt und Poschloschen mit dem südlichen Ostpreußen zu Polen kam, erhielt das Dorf die polnische Namensform „Posłusze“. Es ist heute Teil der zum Powiat Bartoszycki (Kreis Bartenstein (Ostpr.)) gehörenden Landgemeinde Bartoszyce (Bartenstein), von 1975 bis 1998 der Woiwodschaft Olsztyn, seither der Woiwodschaft Ermland-Masuren zugehörig. Im Jahre 2022 zählte Posłusze 42 Einwohner.

## Kirche
Bis 1945 war Poschloschen nach Preußisch Eylau (russisch Bagrationowsk) eingepfarrt: in die evangelische Pfarrkirche in der Kirchenprovinz Ostpreußen der Kirche der Altpreußischen Union, außerdem in die römisch-katholische Pfarrei der Kreisstadt im damaligen Bistum Ermland.
Heute gehört Posłusze zur katholischen Kirche in Bezledy (Beisleiden) im jetzigen Erzbistum Ermland, sowie zur evangelischen Kirchengemeinde Bartoszyce, einer Filialgemeinde der St.-Johannes-Kirche Kętrzyn (Rastenburg) in der Diözese Masuren der Evangelisch-Augsburgischen Kirche in Polen.

## Verkehr
Posłusze liegt am Ende einer Nebenstraße, die von Bąsze (Bonschen) über Ganitajny (Gomtehnen) nach hier führt. Vor 1945 verlief die Straße weiter bis nach Loschen (russisch Lawrowo), was die polnisch/russische Grenze seither verhindert.
Über eine Anbindung an den Bahnverkehr verfügt Posłusze nicht.